# 埃里河
埃里河（俄語：Река Эрри）是萨哈林州奥哈区的河流，长21公里，流域面积119平方公里，注入皮尔通湾。

## 引用
1. ↑  М·Г·瓦西科夫斯基. . 列宁格勒: 气象出版社. 1973 （俄语）.
2. ↑  . 国家水登记处.   [2024-01-05]. （原始内容存档于2024-01-05） （俄语）.